# Bernardo (legato)
Bernardo (... – 15 dicembre/15 gennaio 935/936) fu probabilmente conte di Borghorst e legato (comandante) del contingente sassone nella battaglia di Lenzen nel 929.

## Biografia
Bernardo proveniva dal gruppo di parenti di gran lunga più influente e distinto della Sassonia settentrionale ed era probabilmente un antenato dei Billunghi, forse lo zio, se non il padre di Ermanno Billung, Wichmann I e Amelung. Era sposato con Berta, la fondatrice del monastero di canoniche di Borghorst, una nobildonna della Borgogna o dell'Alemannia. Forse solo lei era imparentata con gli antenati dei Billunghi e con i discendenti di Vitichindo. La coppia ebbe almeno una figlia, Edvige/Hadwig, che in seguito divenne la badessa del monastero di Borghorst. Non è chiaro se gli altri figli di Berta, Bertheida (Peretheid) e Luitgarda, derivino dal matrimonio con Bernardo o da un precedente matrimonio tra Berta.
Nel suo Res Gestae Saxonicae, Vitichindo di Corvey riporta che Bernardo nel 929, come uno dei due comandanti militari del re Enrico I, sconfisse un enorme contingente di Redari nella battaglia di Lenzen nel 929. Dopo la morte di Bernardo a cavallo dell'anno 935/936, la carica di comandante rimase vacante a causa dell'ictus del re Enrico I. Solo suo figlio e successore Ottone I nominò un nuovo capo militare. Tuttavia, non scelse Wichmann I, ma suo fratello minore Ermanno Billung come "princeps militae", che portò a una grave crisi per il neo-regno di Ottone I.
Bernardo è commemorato nei necrologi di Borghorst, Lüneburg e Merseburg.